# Coupe d'Allemagne de football 1964-1965
Navigation
Édition précédente Édition suivante
La coupe d'Allemagne de football 1964-1965 est la vingt-deuxième édition de l'histoire de la compétition. La finale a lieu à Hanovre au  Niedersachsenstadion. 
Le Borussia Dortmund remporte le trophée pour la première fois de son histoire. Il bat en finale le club d'Alemannia Aachen sur le score de 2 buts à 0.

## Premier tour
Résultats du premier tour
| Date           | Domicile                | Extérieur                 | score           |
| -------------- | ----------------------- | ------------------------- | --------------- |
| 16 - 01 - 1965 | Altona 93               | Hanovre 96                | 0 - 5           |
| 16 - 01 - 1965 | VfR Frankenthal         | VfB Stuttgart             | 0 - 5           |
| 16 - 01 - 1965 | TSV Schwaben Augsburg   | FC Schalke 04             | 5 - 7 (a . p .) |
| 16 - 01 - 1965 | 1. FC Nuremberg         | 1. FC Cologne             | 2 - 0           |
| 16 - 01 - 1965 | Rot-Weiß Oberhausen     | SSV Ulm 1846              | 5 - 0           |
| 16 - 01 - 1965 | 1. FC Kaiserslautern    | Karlsruher SC             | 3 - 0           |
| 16 - 01 - 1965 | SC Westfalia Herne      | Tennis Borussia Berlin    | 3 - 4 (a . p .) |
| 16 - 01 - 1965 | Preußen Münster         | Borussia Dortmund         | 0 - 1           |
| 16 - 01 - 1965 | VfL Osnabrück           | Alemannia Aix-la-Chapelle | 1 - 3           |
| 16 - 01 - 1965 | 1. FSV Mayence 05       | Werder Brême              | 1 - 0           |
| 16 - 01 - 1965 | Kultur SV Hessen Kassel | Hambourg SV               | 0 - 2           |
| 16 - 01 - 1965 | SuS Northeim            | MSV Duisbourg             | 0 - 1           |
| 16 - 01 - 1965 | Eintracht Francfort     | Borussia Neunkirchen      | 2 - 1           |
| 16 - 01 - 1965 | Hertha BSC Berlin       | Eintracht Brunswick       | 1 - 5           |
| 16 - 01 - 1965 | VfL Wolfsbourg          | TSV 1860 Munich           | 3 - 4           |
| 17 - 01 - 1965 | Kickers Offenbach       | VfR Wormatia 08 Worms     | 2 - 4           |

## Huitièmes de finale
Résultats des huitièmes de finale
| Date           | Domicile               | Extérieur                 | score       |
| -------------- | ---------------------- | ------------------------- | ----------- |
| 06 - 02 - 1965 | Eintracht Francfort    | FC Schalke 04             | 1 - 2       |
| 06 - 02 - 1965 | 1. FSV Mayence 05      | TSV 1860 Munich           | 2 - 2 a.p.* |
| 06 - 02 - 1965 | VfR Wormatia 08 Worms  | VfB Stuttgart             | 0 - 2       |
| 06 - 02 - 1965 | 1. FC Nuremberg        | Hambourg SV               | 3 - 1       |
| 06 - 02 - 1965 | 1. FC Kaiserslautern   | Hanovre 96                | 1 - 3       |
| 06 - 02 - 1965 | MSV Duisbourg          | Eintracht Brunswick       | 0 - 1       |
| 06 - 02 - 1965 | Tennis Borussia Berlin | Borussia Dortmund         | 1 - 2       |
| 07 - 02 - 1965 | Rot-Weiß Oberhausen    | Alemannia Aix-la-Chapelle | 0 - 1       |

- Le match 1. FSV Mayence 05  - TSV 1860 Munich est rejoué et se conclut par une victoire 2-1 à Munich du 1. FSV Mayence 05

## Quarts de finale
Résultats des quarts de finale
| Date           | Domicile                  | Extérieur         | Score |
| -------------- | ------------------------- | ----------------- | ----- |
| 27 - 02 - 1965 | Eintracht Brunswick       | Borussia Dortmund | 0 - 2 |
| 27 - 02 - 1965 | FC Schalke 04             | VfB Stuttgart     | 4 - 2 |
| 27 - 02 - 1965 | Alemannia Aix-la-Chapelle | Hanovre 96        | 2 - 1 |
| 27 - 02 - 1965 | 1. FSV Mayence 05         | 1. FC Nuremberg   | 0 - 3 |

## Demi-finales
Résultats des demi-finales
| Date           | Domicile                  | Extérieur       | Score       |
| -------------- | ------------------------- | --------------- | ----------- |
| 17 - 04 - 1965 | Borussia Dortmund         | 1. FC Nuremberg | 4 - 2       |
| 17 - 04 - 1965 | Alemannia Aix-la-Chapelle | FC Schalke 04   | 4 - 3 (a.p) |

## Finale
| Entraîneur :      |
| Hermann Eppenhoff |

| Entraîneur : |
| Oswald Pfau  |

| Entraîneur :      |
| Hermann Eppenhoff |

| Entraîneur : |
| Oswald Pfau  |